# 圣皮东
圣皮东（法語發音：[sɛ̃ pitɔ̃]）是法国上法兰西大区北部省的一个市镇，位于该省东部，属于康布雷区。

## 地理
圣皮东（50°11'23"N, 3°28'54"E）面积7.43 平方千米，位于法国上法蘭西大區北部省，该省份为法国最北部的省份及最长的省份，西北濒北海，西接加来海峡省，南至埃纳省和索姆省，东与比利时接壤。
与圣皮东接壤的市镇（或旧市镇、城区）包括：欧西、圣瓦斯特昂康布雷西、索莱姆、维耶利。

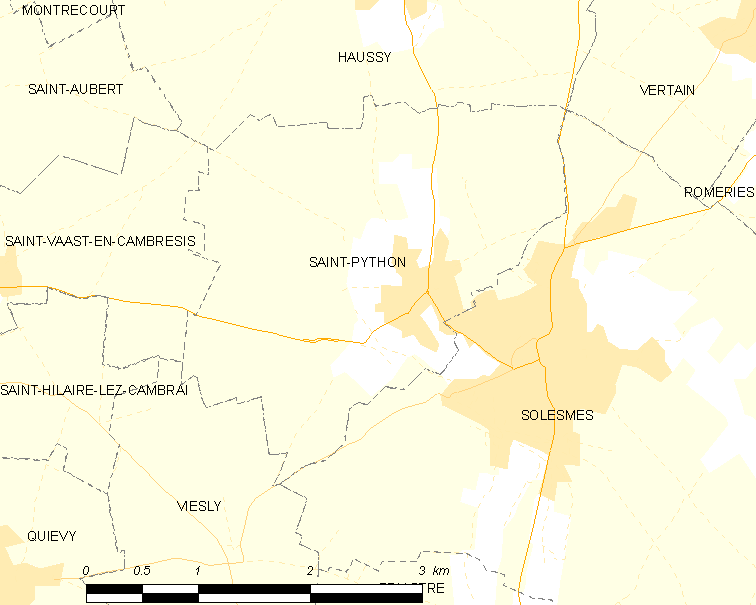
圣皮东的OSM定位图

圣皮东的时区为UTC+01:00、UTC+02:00（夏令时）。

## 行政
圣皮东的邮政编码为59730，INSEE市镇编码为59541。

## 政治
圣皮东所属的省级选区为科德里县。

## 人口

1962-2008年间圣皮东人口变化图示

圣皮东于2022年1月1日时的人口数量为985人。